# Love Hangover (Jennie)
Love Hangover è un singolo della cantante e rapper sudcoreana Jennie, pubblicato il 31 gennaio 2025 come secondo estratto dal primo album in studio Ruby.
Il brano vede la partecipazione del rapper statunitense Dominic Fike.

## Video musicale
Il video, diretto dal duo Bradley & Pablo, è stato reso disponibile in concomitanza con l'uscita del brano attraverso il canale YouTube dell'artista. Girato a Città del Messico, il video ha come protagonista l'attore statunitense Charles Melton nel ruolo del fidanzato di Jennie e mostra i due impegnati in una serie di appuntamenti, ognuno dei quali si conclude in un disastro. Dopo la scena iniziale in cui Jennie viene sepolta al suo funerale, diversi flashback degli appuntamenti rivelano che ciascuno di essi termina con la sua morte prematura, mostrandola mentre viene divorata da un kaijū che esce dallo schermo di un cinema, soffoca con un'oliva del martini in un ristorante, si lancia in un incidente al bowling e precipita da un'altezza vertiginosa.

## Tracce
Testi e musiche di Dominic Fike, Carly Gibert, Ido Zmishlany, Blaise Railey e Megan Bulow.
1. Love Hangover (feat. Dominic Fike) – 3:00

## Formazione
- Jennie – voce, produzione
- Dominic Fike – voce aggiuntiva
- Ido Zmishlany – produzione, cori di sottofondo, basso, programmazione, tastiere, batteria, basso sintetizzato, clavicordo, organo
- Jelli Dorman – ingegneria del suono, programmazione, assistenza tecnica vocale, produzione vocale
- Will Lamoureux – viola, violino
- Carly Gibert – cori di sottofondo
- Blaise Railey – cori di sottofondo
- Megan Bülow – cori di sottofondo
- Noah Gottdenker – ingegneria del suono
- Bryce Bordone – assistenza all'ingegneria del suono
- Kuk Harrell – registrazione, assistenza tecnica vocale, produzione vocale
- Devin Workman – registrazione, assistenza tecnica vocale, produzione vocale
- Manny Marroquin – missaggio
- Will Quennell – mastering

## Successo commerciale
Love Hangover ha accumulato 7 988 unità nel corso della sua prima settimana di disponibilità, comparendo alla 64ª posizione della Official Singles Chart; è così diventata la quarta entrata da solista di Jennie e la sesta di Dominic Fike nella classifica della Official Charts Company.

## Classifiche
| Classifica (2025) | Posizione massima |
| ----------------- | ----------------- |
| Canada            | 72                |
| Corea del Sud     | 35                |
| Filippine         | 17                |
| Hong Kong         | 10                |
| Malaysia          | 9                 |
| Nigeria           | 65                |
| Regno Unito       | 64                |
| Singapore         | 5                 |
| Stati Uniti       | 96                |
| Taiwan            | 9                 |
| Thailandia        | 7                 |
| Vietnam           | 12                |